# Sant Miquel de Fluvià
Sant Miquel de Fluvià là một đô thị trong comarca Alt Empordà, Girona, Catalonia, Tây Ban Nha.